# 熊谷ゴルフクラブ
熊谷ゴルフクラブ（くまがやゴルフクラブ）は、埼玉県熊谷市にあるゴルフ場である。

## 概要
1960年（昭和35年）6月、「熊谷にゴルフ場の適地がある」という話が、日本クレジットビューロー株式会社社長の河村良介の許に持ち込まれたことに始まる。ゴルフ場建設候補地は河川敷だとのこと、早速、現地を見て驚いた、河川敷というより草っ原に近い、杉林、松林、アカシアの森、欅の独立樹などが点々と茂り、隣接地には桑畑、麦畑、野菜畑が広がっていた。
建設候補地は25万坪あり、民有地が5万坪で、その他は河川敷だから国有地、埼玉県が管理者である。だが、河川敷の耕されていない所は、ゴミ捨て場になっていて汚染がひどかった。埼玉県と熊谷市は、管理者を求めていたところで、用地賃貸契約や許認可手続きは順調に進んだ。民有地は地元石原農協に委託して買収し、離作した人はゴルフ場職員として雇用した。
1960年（昭和35年）9月14日、新たなゴルフ場の建設に向けて経営母体「熊谷観光ゴルフ株式会社」を設立し、社長には河村良介が、役員には国際自動車株式会社社長の波多野元二、株式会社 足利銀行頭取の藤松正憲らが就任した。1961年（昭和36年）10月4日、「熊谷ゴルフクラブ」が創立され、理事長には三和銀行副頭取の宮森和夫、副理事長に波多野元二が就任した。
1961年（昭和36年）3月15日、コース設計を株式会社大林組の間野貞吉に依頼し、コースの造成工事が着工された。河村社長は「治水の大本に従い、河川の効用を重んじる趣旨」で設計して貰ったと語った。1962年（昭和37年）4月29日、工事造成工事が完成し、18ホール、距離6,705ヤード、パー72規模のゴルフ場が開場された。
コース開場後、河川敷コース離れしたコースだと好評だった。15番、16番ホールは高いヒマラヤ杉が林立し、まるで山コースのようである。10番ホールはフェアウェイに5本の松があり、戦略的に考えたコースとなっている。

## 所在地
〒360-0816 埼玉県熊谷市石原1431番地

## コース情報
- 開場日 - 1962年4月29日
- 設計者 - 間野 貞吉
- 面積 - 792,000m2（約23.9万坪）
- コースタイプ - 河川敷コース
- コース - 18ホールズ、パー72、6,826ヤード、コースレート72.3
- フェアウェー - コウライ
- ラフ - ノシバ
- グリーン - 2グリーン、ベント、コウライ
- ハザード - バンカー78、池が絡むホール5
- ラウンドスタイル - キャディ・セルフ選択可、5人乗りリモコン乗用カート使用
- 練習場 - 24打席200ヤード
- 休場日 - 1月1日[2][3]

## クラブ情報
- ハウス面積 - 1,650m2（499.1坪）
- ハウス設計 - 株式会社 大林組
- ハウス施工 - 株式会社 大林組[2][3]

## ギャラリー
- コース - 「熊谷ゴルフクラブ」、コース、2021年6月5日閲覧
- ハウス - 「熊谷ゴルフクラブ」、施設案内、2021年6月5日閲覧

## 交通アクセス
- 鉄道 - 上越新幹線（JR東日本）・秩父鉄道 - 熊谷駅より クラブバス利用約10分[4]
- 道路 - 関越道 - 東松山ICより 18Km[4]

## 関連文献
- 『ゴルフ場ガイド 東版』、2006-2007、「熊谷ゴルフクラブ」、東京 ゴルフダイジェスト社、2006年5月、2021年6月5日閲覧
- 『美しい日本のゴルフコース BEAUTIFUL GOLF CULTURE IN JAPAN 日本のゴルフ110年記念 ゴルフは日本の新しい伝統文化である』、ゴルフダイジェスト社「美しい日本のゴルフコース」編纂委員会編、「『安い入会金で同行の士が楽しくプレー。コース造営は一級品』が基本方針だった」、東京 ゴルフダイジェスト社、2013年12月、2021年6月5日閲覧